# Tourisme à Chypre

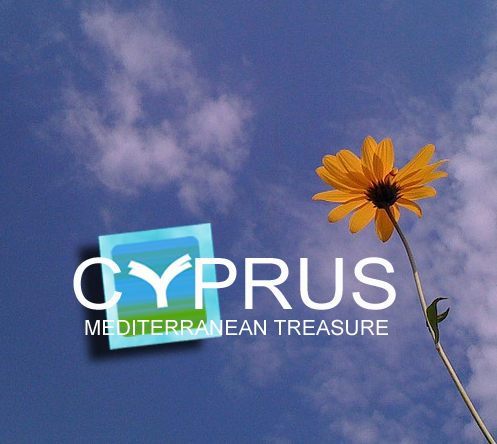
Publicité de l'office de tourisme de Chypre (2009)

Le tourisme à Chypre occupe une position dominante dans l'économie chypriote. Le tourisme a une influence importante sur l'économie, la culture et le développement de Chypre. En 2006, il a contribué pour 10,7 % du PIB, ce qui a généré 5,445,0 $[Quoi ?] dans la même année. En 2006, on estime à 113.000 le nombre d'emplois liés au tourisme. Mais, en raison de la récente crise financière chypriote, le nombre d'emplois dans le secteur est en baisse.
Avec plus de 2 millions de touristes par an, elle est la 40e destination la plus populaire dans le monde. Cependant, par habitant, il se classe 14e en 2008.  Chypre est devenue membre à part entière de l'Organisation mondiale du tourisme (OMT) lorsque l'organisation a été créée en 1975.
En 2013, selon  « Voyage et tourisme » (Indice de compétitivité du Forum économique mondial), l'industrie du tourisme de Chypre se classe 29e dans le monde en termes de compétitivité globale. En termes d'infrastructures touristiques, l'industrie du tourisme de Chypre occupe le 1er rang dans le monde.

## Origine des touristes
L’Europe du Nord représente la principale origine des touristes. Plus de 50 % des visiteurs proviennent de la Grande-Bretagne, une source traditionnelle de tourisme pour l'île. Plusieurs facteurs contribuent à cela, le fait que l'anglais soit largement parlé, les liens traditionnels issus du colonialisme britannique et la présence de bases militaires britanniques à Akrotiri et Dhekelia.
Le ralentissement de l'économie britannique dans les années 2000 se traduit par une baisse des arrivées de touristes en soulignant la dépendance excessive de l'industrie touristique de Chypre sur un seul pays. En 2009, des efforts étaient en cours pour augmenter les arrivées d'autres pays, par exemple en simplifiant l'obtention de visas pour les russes.
La plupart des visiteurs en 2016 et 2017 étaient originaires des pays suivants :
|    | Pays        | 2016      | 2017      |
| -- | ----------- | --------- | --------- |
| 1  | Royaume-Uni | 1 157 978 | 1 253 839 |
| 2  | Russie      | 781 634   | 824 494   |
| 3  | Israël      | 148 739   | 261 966   |
| 4  | Allemagne   | 124 030   | 188 826   |
| 5  | Grèce       | 160 254   | 169 712   |
| 6  | Suède       | 115 019   | 136 725   |
| 7  | Liban       | 50 361    | 58 273    |
| 8  | Suisse      | 46 602    | 57 540    |
| 9  | Pologne     | 42 683    | 56 665    |
| 10 | Norvège     | 47 037    | 54 342    |

## Répartition
Avec quelques-unes des plages les plus propres et populaires en Europe, une grande partie de l'industrie du tourisme repose sur "le soleil, la mer et le sable" pour attirer les touristes.
Cela se reflète dans la répartition saisonnière des arrivées de touristes avec une arrivée disproportionnée pendant les mois d'été. Alors que la plupart des stations de l'Est comme Protaras et Ayia Napa sommeillent dans les mois d'hiver, l'ouest de l'île reste ouverte au tourisme avec la promotion de la culture et de l'histoire chypriote, l'art et certains sports (comme le golf et le tennis).
Le grec et le turc sont les principales langues parlées par les communautés chypriotes grecs et chypriotes turcs. L'anglais est largement parlé. Le français et l'allemand sont également bien parlés au sein de l'industrie touristique.

## L'Organisation chypriote du tourisme
L'OCT a un statut d'organisation semi-gouvernementale chargée de superviser les pratiques de l'industrie et de la promotion de l'île comme une destination de tourisme à l'étranger. En 2007, le OCT a dépensé 20 millions € en promotion.

## Cœur de Chypre
Le Cœur de Chypre est une marque de Chypre. Lancé en Mars 2013, par une équipe de jeunes entrepreneurs sociaux au pic de la crise financière 2012-13 chypriote, le Cœur Chypre aspire à un changement complet de l'image de l'île de Chypre. En partenariat avec les organisations publiques et privées, Cœur de Chypre met en avant tout ce que l'île a à offrir, par la promotion de Chypre à l'étranger.
Une communauté au sein d'une communauté, avec plus de 200K fans sur Facebook et une portée totale de plus d'un million de personnes par mois, Cœur Chypre est la plate-forme en ligne de premier plan la promotion de Chypre.